# Alerte aux chiens
 (avril 2025).
Motif : ou sont les références secondaires centrées qui démontrent l'admissibilité ?
- Archive Wikiwix
- Bing
- Cairn
- DuckDuckGo
- E. Universalis
- Gallica
- Google
- G. Books
- G. News
- G. Scholar
- Persée
- Qwant
- (zh) Baidu
- (ru) Yandex
- (wd) trouver des œuvres sur Wikidata

| 1. | Préciser le motif de la pose du bandeau. | Précisez le motif de la pose du bandeau en utilisant la syntaxe suivante : {{admissibilité à vérifier\|date=mai 2025\|motif=remplacez ce texte par le motif}}                          |
| 2. | Informer les utilisateurs concernés.     | Pensez à avertir le créateur de l'article, par exemple, en insérant le code ci-dessous sur sa page de discussion : {{subst:avertissement admissibilité à vérifier\|Alerte aux chiens}} |

Alerte aux chiens est le trentième livre de la série Chair de poule écrite par R. L. Stine, dans l'édition française Bayard Poche. Traduit de l'américain par Nathalie Vlatal (qui a traduit bon nombre de livres de cette collection), Alerte aux chiens est constitué de 116 pages.
Dans l'édition américaine, ce livre est le 26e de la série Goosebumps. Son titre originel est My hairiest adventure - littéralement : « Mon aventure la plus chevelue ».

## Illustration de la version française
Arrière-plan : une rue avec des maisons assez cubiques et irréelles ; il fait nuit. La route est d'un bleu qui ajoute une touche de lumière au dessin.
Premier-plan : Larry, le héros principal de l'histoire, l'air effrayé, qui touche son visage avec ses mains dont le dos est couvert de poils noirs. Larry a la peau foncée, des moustaches, un museau, des crocs, des yeux jaunes et des poils blancs longs au-dessus des sourcils, comme les chats.

## Résumé de l'histoire
Larry, alias "Larry le poilu" par les autres enfants de la ville, est un adolescent régulièrement poursuivi par tous les chiens de son quartier. Et c'est alors qu'il vient de trouver un flacon d'autobronzant dans une poubelle. Avec ses amis, il décide de s'en appliquer. Mais quelques jours plus tard, il découvre avec horreur des touffes de poils noirs et drus sur ses mains et son front. Larry est paniqué. La lotion est-elle seule responsable de cette chevelure envahissante ? Et puis progressivement, les amis qui ont essayé la lotion avec lui disparaissent, leurs parents déménagent en hâte en ignorant ses questions - ou en répondant d'un air gêné. Mais le plus curieux, c'est qu'à chaque disparition, il aperçoit de nouveaux chiens dans le quartier qui ont d'étranges similitudes avec ses amis disparus...

## Sous-titre
Chevelure envahissante.